# Heinz P. Adamek
Heinz P. Adamek (* 25. Jänner 1944 in Wien) ist ein österreichischer Jurist, Kunstmanager und Autor. Von 1975 bis 1998 war er Rektoratsdirektor der Hochschule für angewandte Kunst in Wien sowie von 1998 bis 2009 erster Universitätsdirektor der Universität für angewandte Kunst Wien.

## Werdegang
Adamek wurde als Sohn von Ing. Leopold und Dagmar Adamek geb. Schützenhofer geboren. 1952 bis 1955 war er Mitglied der Wiener Sängerknaben. Er maturierte 1962 am humanistischen Mariahilfer Gymnasium. Im Anschluss betrieb er ein Jus-Studium an der Universität Wien, das er 1967 mit dem Doktorat abschloss. Nebenbei studierte er Französisch und Italienisch am Dolmetschinstitut (heute Zentrum für Translationswissenschaften) der Universität Wien. Ab damals zahlreiche Studienreisen – etwa als Mitglied der UNSAA zur Summer School der Unesco in Paris (1966) – später auch Vortragsreisen in Europa und in die USA. Von 1970 bis 1974 war Adamek Dozent für Deutsch (Wiener Internationale Hochschulkurse, heute Sprachenzentrum Universität Wien) und von 1971 bis 1988 auch Dozent aus Deutsch und Kulturgeschichte für amerikanische Universitätsprogramme in Wien – etwa für die University of Montana – Missoula, das Macalester College Saint Paul – Minnesota oder das Central College of Iowa, für welches er auch Musikgeschichte und Literatur unterrichtete und ein Theaterseminar gründete, in dessen Rahmen in 15 Jahren über 20 Theaterproduktionen – vorwiegend von Stücken der Wiener Moderne – erarbeitet und öffentlich aufgeführt wurden. Bereits 1975 auf den Posten des Rektoratsdirektors der Hochschule für angewandte Kunst in Wien berufen, wurde Adamek 1998 auch nach deren Umwandlung zur nunmehrigen Universität für angewandte Kunst Wien zum ersten Universitätsdirektor bestellt und blieb es bis zu seiner Pensionierung 2009. Adamek setzte auch nach Beendigung seiner Beamtenlaufbahn seine Tätigkeit als Kunstmanager fort und ist weiterhin international als Kurator von Ausstellungen und als Autor tätig. Seine Forschungstätigkeit führte zu einer Reihe von Veröffentlichungen zu Themen der Literatur, Kunstgeschichte, Musik, Film, Rechtsgeschichte und Gesellschaft – so z. B. zu Arthur Schnitzler, Hedy Kempny, Walter Pfund, Franz Sigrist, Antonio Marini, Giovanni Segantini, Bertold Löffler, Otto Niedermoser, Rosemarie Benedikt, Werner Pittschau, Jenny Korb und 2018 zum 400jährigen Bestandsjahr des Wiener Café „Zum Schwarzen Kameel“. 
Im Jahr 2019 vertonte Akos Banlaky Vier frühe Gedichte von Heinz P. Adamek.
Er ist ein Urenkel des Arztes, Insektenforschers und Komponisten Peter Kempny, Großneffe von Hedy Kempny, Großneffe der Schauspielerin Hilde Hofer-Pittschau geb. Schützenhofer und Neffe des Theater- und Filmschauspielers Werner Pittschau sowie ein Nachfahre des Barockmalers Franz Sigrist.

## Mitgliedschaften und Auszeichnungen
- Beiratsmitglied des Comitato Segantini in St. Moritz (1987 bis 1995)
- Vorstandsmitglied im Wiener Zweig der Società Dante Alighieri (Dante-Alighieri-Gesellschaft).
- Ernennung zum Hofrat (1991)[1]
- Beiratsmitglied des Verein zur Förderung des deutschen und internationalen Wissenschaftsrechts
- Vizepräsident der Arbeitsgemeinschaft Meisterklassen Gutenstein (Internationale Meisterklassen für Musik in Schloss Gutenstein, Niederösterreich), seit 2001.[3]
- Gründer des Forums Universität und Gesellschaft (2004), seit 2005 dessen Präsident.[4]
- Träger des Ehrenrings der Angewandten (2009).[5]

## Veröffentlichungen (Auswahl)
- Aus Segantinis Schriften und Briefen. In: Giovanni Segantini 1858-1899. Katalog zur gleichnamigen Ausstellung im Museum des XX. Jh. Wien und Tiroler Landesmuseum – Ferdinandeum. Gistel Druck, Wien 1981.
- Bertold Löffler – A Pioneer in the 20th Century Art Pluralism of Vienna. In: Bertold Löffler, 1874-1960, Graphics and Designs. Katalog zur gleichnamigen Ausstellung der Kunstsammlung der Hochschule für angewandte Kunst Wien im Austrian Institute New York 1982. Dellerfuhs, Wien 1981.
- Central Theater Abroad – The Curtain Rises in Vienna.  Pella, Iowa 1983, ISBN 0-9612400-0-8.
  - Rezension: Silvia Matras: Schnitzler – fast ohne Akzent. 13 Jahre Central College Theater in Wien, Einladung nach New York. – Wien: Wiener Zeitung, 14. 11. 1986, S. 3
- (Hrsg.): Hedy Kempny/Arthur Schnitzler – Das Mädchen mit den dreizehn Seelen. Briefe und Tagebuchblätter. Eine Korrespondenz ergänzt durch Blätter aus Hedy Kempnys Tagebuch sowie durch eine Auswahl ihrer Erzählungen. Rowohlt, Reinbek bei Hamburg 1984, ISBN 3-499-15457-9, ISBN 978-3-499-15457-7.
  - Rezensionen: Marie-Theres Hemberger: Dreizehn Seelen. „Buch der Woche.“ Die Presse, 27. Februar 1985. / Nike Wagner: Hedy Kempnys und Arthur Schnitzlers Briefwechsel; eine Anthologie. In: Die Zeit, 11/1986.
- La messa in scena della vita di Giovanni Segantini. In: Ausstellungskatalog Segantini. 1987, Palazzo delle Albere, Trento. Electa, Mailand 1987.
- Geschichte eines Wiener Palais – Palais europäischer Geschichte. In: Jahresbericht Mariahilfer Gymnasium. Wien 1989, S. 53 ff.
- In die Neue Welt. Arthur Schnitzler – Eugen Deimel. Briefwechsel. Holzhausen, Wien 2003, ISBN 3-85493-074-7 Online
  - Rezension: Konrad Holzer: Weltläufig. In: Buchkultur Österreich Spezial. Buchkultur Verlagsgesellschaft, Wien 2003, S. 33.
- (Hg.): Universität für angewandte Kunst Wien – Satzung und satzungsrelevante Bestimmungen. 1.–4. Auflage (2004–2010). Fischerdruck, Wien.
- Im Streiflicht: Gabriele Niedermoser. edition Forum, Wien 2013. http://salon-fuer-kunstbuch.at/books/monographie/im-streiflicht-gabriele-niedermoser.html
- Kunstakkorde – diagonal. Essays zu Kunst, Architektur, Literatur und Gesellschaft. Böhlau, Wien 2016, ISBN 978-3-205-20250-9.
  - Rezension: woi: Aus der Wiener „Angewandten“. In: Die Presse, „Spectrum/Literatur“, 17. Dezember 2016.
  - Rezension: Siegrid Düll: Kunstakkorde - diagonal. Essays zu Kunst, Architektur, Literatur und Gesellschaft. In: Aufklärung und Kritik, Zeitschrift für freies Denken und humanistische Philosophie. Gesellschaft für kritische Philosophie Nürnberg, 28. Jahrgang, 2/2019, S. 259–261, ISSN 0945-6627.
- Die „hohe Schule“ der angewandten Kunst – im Wandel der Gesetzeslandschaft Österreichs seit 1945. In: 150 Jahre Universität für angewandte Kunst Wien. De Gruyter, Berlin/Boston 2017, ISBN 978-3-11-052517-5.
- 400 Jahre Schwarzes Kameel. Imaginäres Gästebuch. Heinz P. Adamek, Buchkonzept und Texte; Étienne Yver, Tuschearbeiten. PuM Friese, Wien (2018), ISBN 978-3-200-05967-2.
  - Rezension: Gregor Auenhammer: „Kommt ein Kameel in die Bar“. In: Der Standard, „Album“, A 6, 16. Februar 2019.
- Drachenkuss – im Glanz des Goldes. Streiflichter auf Kult- und Machtsymbole in Literatur und Kunst des Orients und Okzidents. Hg. Siegrid Düll. edition Angewandte bei de Gruyter, Berlin/Boston 2022, ISBN 978-3-11-078388-9 (Festgabe für Heinz P. Adamek).
  - Rezension: Internet-Journal <<kultur-punkt.ch>> : Drachenkuss – im Glanz des Goldes. Streiflichter auf Kult- & Machtsymbole in Literatur & Kunst des Orients und Okzidents. Hg.: Siegrid Düll. Mai 2022.
  - Rezension: Gregor Auenhammer: Orpheus’ güldne Preziosen. In: Der Standard, Album, A 7, 27. August 2022.
- WATERKANT – Zauber, Spuk und Poesie. Ein literarischer Streifzug durch die sagenumwobene Küstenlandschaft, bildhaft begleitet mit Arbeiten von Wolfgang Stifter und Heinz P. Adamek. Hg. Siegrid Düll, Heinz P. Adamek. LIT, Münster/Berlin/Wien/Zürich/London 2025, ISBN 978-3-643-15651-8.